# Uddskata
Uddskata är en udde i Finland. Den ligger i Hangö i landskapet Nyland, i den södra delen av landet, 120 km väster om huvudstaden Helsingfors.
Terrängen inåt land är mycket platt. Havet är nära Uddskata åt sydväst.  Närmaste större samhälle är Hangö, 4,1 km nordost om Uddskata. 